# Рагозина (Свердловская область)
Рагозина — деревня в Гаринском городском округе Свердловской области России.

## Географическое положение
Деревня Рагозина муниципального образования «Гаринский городской округ» расположена в 1 километрах (по автотрассе в 1 километре) к востоку от посёлка Гари, на правом берегу реки Сосьва (левого притока реки Кыртымья, бассейна реки Тавда).

## Население
| 2002 | 2010 | 2021 |
| ---- | ---- | ---- |
| 19   | ↘16  | ↘8   |